# Receptor vitamina D
Kalcitriolni receptor – poznat i kao receptor vitamina D (VDR) i NR1 I 1 (potporodica nuklearnih receptora  1, grupa  I,  član 1) – član je porodice nuklearnih receptora transkripcijskih faktora. Nakon aktivacije vitamina D, VDR formira heterodimer sa retinoidnim X receptorom i veže se za elemente hormonskog odgovora na DNK. To dovodi do ispoljavanja ili transrepresije specifičnih genskih proizvoda. VDR-i ne regulišu samo transkripcioni odgovor, već učestvuju i u posttranskripcijskom mehanizmu koje usmerava mikroRNK. Kod ljudi, receptor vitamina D je kodiran  genom VDR.
Glukokortikoidi su poznati po smanjivanju ekspresije VDR, što se ispoljava u većini tkiva, a u probavnom traktu regulišu transport kalcijuma, gvožđa i ostalih minerala.

## Funkcija
Sinteza receptora vitamina vitamina D3 je genetički kontrolisana. Ovaj receptor istovremeno funkcioniše i kao receptor za sekundarnu žučnu i litoholinsku kiselinu. Receptor pripada porodici of trans-aktivnih transkripcionih regulatornih faktora i pokazuje sličnost sekvence sa receptorima steroidnih i tiroidnih hormona.
Nizvodni ciljevi ovog nuklearnog hormonskog receptora su uglavnom obuhvaćeni metabolizamom minerala,  iako receptor reguliše i niz drugih metaboličkih puteva, kao što su oni koji učestvuju u imunim odgovorima i raku.
Mutacije u ovom genu su povezane sa rezistentnošću rahitisa na vitamin D, tipa II. Jednonukleotidni polimorfizam u inicijacijskom kodonu dovodi do izmenjene translacije startnog mesta, tri kodona nizvodno. Alternativno splajsovanje RNK se javlja kod više transkribovanih varijanti, koje kodiraju isti protein.
Receptor vitamina D ima važnu ulogu u regulisanju ciklusa rasta dlake. Gubitak gena VDR je, kod ekperimentalnih životinja, povezan sa gubitkom dlake. Experimentalna proučavanja pokazuju da neligandirani VDR stupa u interakciju sa ragulatornim regionom gena cWnt (wnt signalni put) i slušnog ježa, i da je neophodan za pokretanje ovih puteva tokom postnatalnog ciklusa rasta dlake. Ove studije su otkrile nove akcije neligandskih VDR u regulisanju post-morfogenog ciklusa dlake.

## Interakcije
Kalcitriolni receptor formira interakcije protein-protein sa:
- BAG1,[10]
- BAZ1B,[11]
- CAV3,[12]
- MED1,[11][13]
- MED12,[11][11][13]
- NCOR1,[14]
- NCOR2,[14][15]
- NCOA2,[11][16][17][18]
- RXRA,[17][19]
- RUNX1,[15]
- RUNX1T1,[15]
- SNW1,[17][19]
- STAT1,[20] and
- Cinkov prst i ZBTB16.[15][21]

## Literatura
- Hosoi T (2002). „[Polymorphisms of vitamin D receptor gene]”. Nippon Rinsho. 60 Suppl 3: 106—10. PMID 11979895.
- Uitterlinden AG, Fang Y, Van Meurs JB, Pols HA, Van Leeuwen JP (2004). „Genetics and biology of vitamin D receptor polymorphisms”. Gene. 338 (2): 143—56. PMID 15315818. doi:10.1016/j.gene.2004.05.014.
- Norman AW (2007). „Minireview: vitamin D receptor: new assignments for an already busy receptor”. Endocrinology. 147 (12): 5542—8. PMID 16946007. doi:10.1210/en.2006-0946.
- Bollag WB (2007). „Differentiation of human keratinocytes requires the vitamin d receptor and its coactivators”. J. Invest. Dermatol. 127 (4): 748—50. PMID 17363957. doi:10.1038/sj.jid.5700692.
- Bugge TH, Pohl J, Lonnoy O, Stunnenberg HG (1992). „RXR alpha, a promiscuous partner of retinoic acid and thyroid hormone receptors”. EMBO J. 11 (4): 1409—18. PMC 556590 . PMID 1314167.
- Goto H, Chen KS, Prahl JM, DeLuca HF (1992). „A single receptor identical with that from intestine/T47D cells mediates the action of 1,25-dihydroxyvitamin D-3 in HL-60 cells”. Biochim. Biophys. Acta. 1132 (1): 103—8. PMID 1324736. doi:10.1016/0167-4781(92)90063-6.
- Saijo T, Ito M, Takeda E, Huq AH, Naito E, Yokota I, Sone T, Pike JW, Kuroda Y (1991). „A unique mutation in the vitamin D receptor gene in three Japanese patients with vitamin D-dependent rickets type II: utility of single-strand conformation polymorphism analysis for heterozygous carrier detection”. Am. J. Hum. Genet. 49 (3): 668—73. PMC 1683124 . PMID 1652893.
- Szpirer J, Szpirer C, Riviere M, Levan G, Marynen P, Cassiman JJ, Wiese R, DeLuca HF (1992). „The Sp1 transcription factor gene (SP1) and the 1,25-dihydroxyvitamin D3 receptor gene (VDR) are colocalized on human chromosome arm 12q and rat chromosome 7”. Genomics. 11 (1): 168—73. PMID 1662663. doi:10.1016/0888-7543(91)90114-T.
- Yu XP, Mocharla H, Hustmyer FG, Manolagas SC (1991). „Vitamin D receptor expression in human lymphocytes. Signal requirements and characterization by western blots and DNA sequencing”. J. Biol. Chem. 266 (12): 7588—95. PMID 1850412.
- Malloy PJ, Hochberg Z, Tiosano D, Pike JW, Hughes MR, Feldman D (1991). „The molecular basis of hereditary 1,25-dihydroxyvitamin D3 resistant rickets in seven related families”. J. Clin. Invest. 86 (6): 2071—9. PMC 329846 . PMID 2174914. doi:10.1172/JCI114944.
- Sone T, Marx SJ, Liberman UA, Pike JW (1991). „A unique point mutation in the human vitamin D receptor chromosomal gene confers hereditary resistance to 1,25-dihydroxyvitamin D3”. Mol. Endocrinol. 4 (4): 623—31. PMID 2177843. doi:10.1210/mend-4-4-623.
- Baker AR, McDonnell DP, Hughes M, Crisp TM, Mangelsdorf DJ, Haussler MR, Pike JW, Shine J, O'Malley BW (1988). „Cloning and expression of full-length cDNA encoding human vitamin D receptor”. Proc. Natl. Acad. Sci. U.S.A. 85 (10): 3294—8. PMC 280195 . PMID 2835767. doi:10.1073/pnas.85.10.3294.
- Hughes MR, Malloy PJ, Kieback DG, Kesterson RA, Pike JW, Feldman D, O'Malley BW (1989). „Point mutations in the human vitamin D receptor gene associated with hypocalcemic rickets”. Science. 242 (4886): 1702—5. PMID 2849209. doi:10.1126/science.2849209.
- Rut AR, Hewison M, Kristjansson K, Luisi B, Hughes MR, O'Riordan JL (1995). „Two mutations causing vitamin D resistant rickets: modelling on the basis of steroid hormone receptor DNA-binding domain crystal structures”. Clin. Endocrinol. (Oxf). 41 (5): 581—90. PMID 7828346. doi:10.1111/j.1365-2265.1994.tb01822.x.
- Malloy PJ, Weisman Y, Feldman D (1994). „Hereditary 1 alpha,25-dihydroxyvitamin D-resistant rickets resulting from a mutation in the vitamin D receptor deoxyribonucleic acid-binding domain”. J. Clin. Endocrinol. Metab. 78 (2): 313—6. PMID 8106618. doi:10.1210/jc.78.2.313.
- Maruyama K, Sugano S (1994). „Oligo-capping: a simple method to replace the cap structure of eukaryotic mRNAs with oligoribonucleotides”. Gene. 138 (1–2): 171—4. PMID 8125298. doi:10.1016/0378-1119(94)90802-8.
- Yagi H, Ozono K, Miyake H, Nagashima K, Kuroume T, Pike JW (1993). „A new point mutation in the deoxyribonucleic acid-binding domain of the vitamin D receptor in a kindred with hereditary 1,25-dihydroxyvitamin D-resistant rickets”. J. Clin. Endocrinol. Metab. 76 (2): 509—12. PMID 8381803. doi:10.1210/jc.76.2.509.
- Kristjansson K, Rut AR, Hewison M, O'Riordan JL, Hughes MR (1993). „Two mutations in the hormone binding domain of the vitamin D receptor cause tissue resistance to 1,25 dihydroxyvitamin D3”. J. Clin. Invest. 92 (1): 12—6. PMC 293517 . PMID 8392085. doi:10.1172/JCI116539.
- Jurutka PW, Hsieh JC, Nakajima S, Haussler CA, Whitfield GK, Haussler MR (1996). „Human vitamin D receptor phosphorylation by casein kinase II at Ser-208 potentiates transcriptional activation”. Proc. Natl. Acad. Sci. U.S.A. 93 (8): 3519—24. PMC 39642 . PMID 8622969. doi:10.1073/pnas.93.8.3519.
- Lin NU, Malloy PJ, Sakati N, al-Ashwal A, Feldman D (1996). „A novel mutation in the deoxyribonucleic acid-binding domain of the vitamin D receptor causes hereditary 1,25-dihydroxyvitamin D-resistant rickets”. J. Clin. Endocrinol. Metab. 81 (7): 2564—9. PMID 8675579. doi:10.1210/jc.81.7.2564.

## Spoljašnje veze
- Calcitriol+Receptors на 
- Nuclear Receptor Resource[мртва веза]
- Vitamin D Receptor: Molecule of the Month Архивирано на веб-сајту  (16. октобар 2015)